# 2,6-二氟苯甲酸甲酯
2,6-二氟苯甲酸甲酯是一种酯类有机物，化学式为C8H6F2O2。它可由2,6-二氟苯甲酸和甲醇在硫酸催化下回流反应制得。它在硝硫混酸中硝化，可以得到2,6-二氟-3-硝基苯甲酸甲酯。